# Tư tưởng Hồ Chí Minh

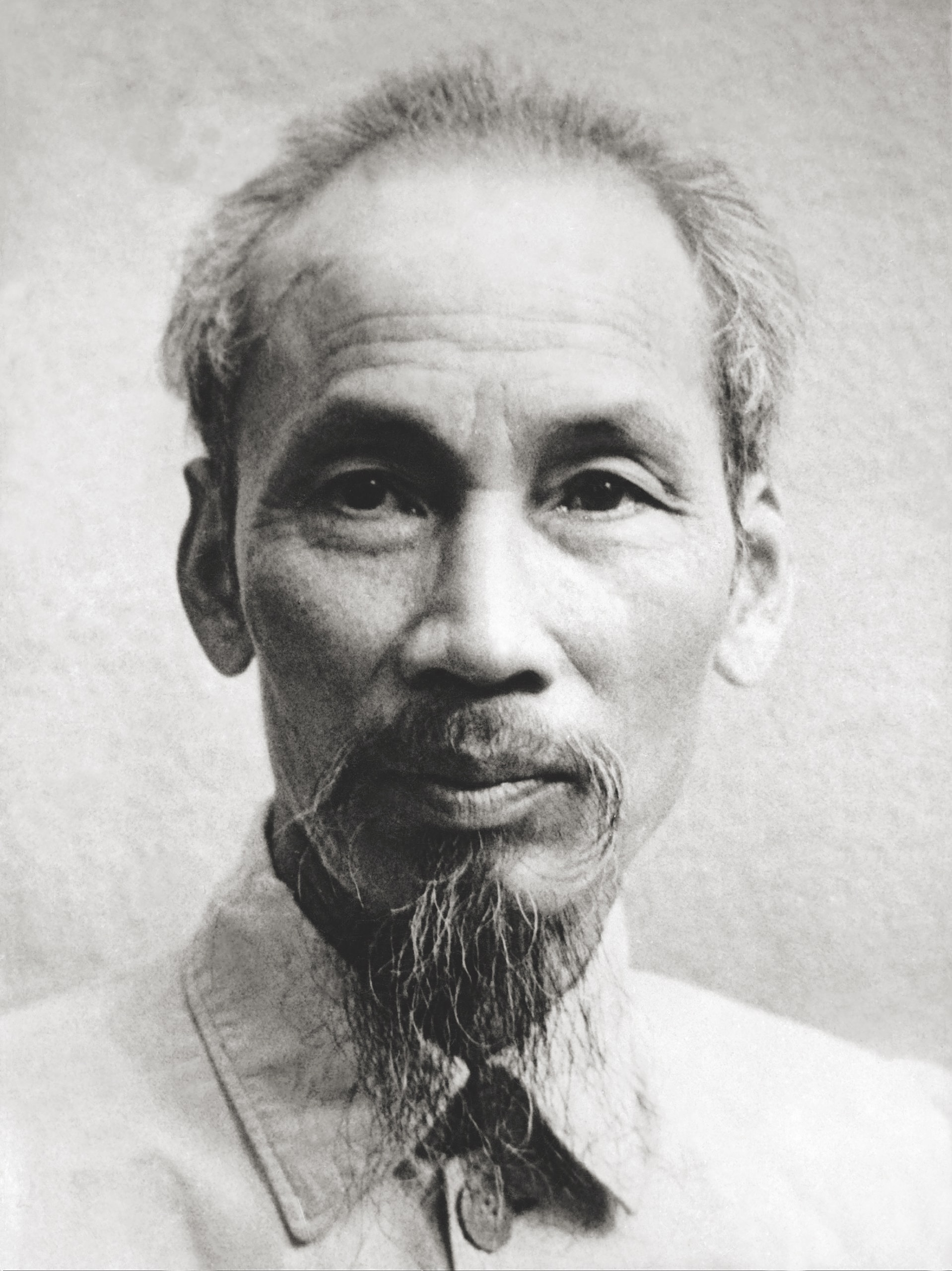
Chân dung Chủ tịch Hồ Chí Minh

Tư tưởng Hồ Chí Minh là một hệ thống quan điểm và tư tưởng của Hồ Chí Minh trong sự nghiệp cách mạng của ông được Đảng Cộng sản Việt Nam tổng kết, hệ thống hóa. Hệ thống tư tưởng này bao gồm những quan điểm về những vấn đề cơ bản của cách mạng Việt Nam, từ cách mạng dân tộc dân chủ nhân dân đến cách mạng xã hội chủ nghĩa; vận dụng và phát triển Chủ nghĩa Mác-Lênin vào điều kiện cụ thể của Việt Nam.
Các nội dung trong tư tưởng Hồ Chí Minh được hình thành và phát triển gắn với các thời kì hoạt động của Hồ Chí Minh trong phong trào cách mạng Việt Nam và quốc tế vào đầu và giữa thế kỷ 20. Giáo trình tư tưởng Hồ Chí Minh nhận định Tư tưởng Hồ Chí Minh là sự kết tinh của văn hóa dân tộc Việt Nam, tư tưởng cách mạng Pháp, tư tưởng tự do của Hoa Kỳ, lý tưởng cộng sản Marx - Lenin, tư tưởng văn hóa phương Đông, văn hóa phương Tây và phẩm chất cá nhân của Hồ Chí Minh.
Tư tưởng Hồ Chí Minh đã được xác định là một hệ tư tưởng chính thống của Đảng Cộng sản Việt Nam bên cạnh chủ nghĩa Mác-Lênin, được chính thức đưa ra từ Đại hội VII của Đảng. Đảng Cộng sản Việt Nam, Nhà nước Việt Nam cùng các quan điểm chính thống ở Việt Nam hiện nay đều thống nhất đánh giá Tư tưởng Hồ Chí Minh chính là cách vận dụng sáng tạo Chủ nghĩa Mác-Lênin trong điều kiện cụ thể của Việt Nam và coi tư tưởng Hồ Chí Minh đã trở thành một tài sản tinh thần quý báu của Đảng Cộng sản Việt Nam và của dân tộc Việt Nam. Đảng Cộng sản Việt Nam xác định lấy Chủ nghĩa Mác-Lênin và tư tưởng Hồ Chí Minh là kim chỉ nam cho mọi hành động và thắng lợi của cách mạng Việt Nam. Đảng Cộng sản Việt Nam luôn tăng cường tuyên truyền thúc đẩy việc học tập và làm theo Tư tưởng Hồ Chí Minh ở tất cả các tầng lớp trong xã hội.
Phần lớn các giáo trình tư tưởng Hồ Chí Minh không phân tích các quan điểm của ông theo các thời kỳ lịch sử, không phân tích cụ thể các tác phẩm của ông theo chiều thời gian. Điển hình như năm 1930 khi thành lập Đảng Cộng sản Việt Nam, ông cho rằng đấu tranh giải phóng dân tộc đi kèm đấu tranh giải phóng giai cấp. Khi thành lập Việt Minh thì gác lại chủ trương đấu tranh giai cấp mà thực hiện đấu tranh đòi các quyền tự do dân chủ và đoàn kết toàn dân chống phát xít theo đường lối Quốc tế Cộng sản (chủ trương này khá trùng lặp với đường lối của Nguyễn Văn Cừ khi làm Tổng bí thư). Đến giai đoạn năm 1945, khi cần tranh thủ sự ủng hộ của Đồng Minh cho nền độc lập của Việt Nam, ông tuyên bố "giải tán Đảng Cộng sản Đông Dương" và tán dương nền dân chủ.
Tư tưởng Hồ Chí Minh chỉ chính thức đưa vào Cương lĩnh của Đảng Cộng sản Việt Nam năm 1991, sau khi công cuộc Đổi mới phát động, chấp thuận phân hóa giai cấp, nhiều lý luận của chủ nghĩa Mác - Lênin không có tính khả thi trong cơ chế thị trường phải gác lại như đạo đức xã hội chủ nghĩa, xây dựng con người xã hội chủ nghĩa, làm theo năng lực hưởng theo lao động trên toàn xã hội... (chủ nghĩa cộng sản đặt ra mục tiêu cuối cùng là xóa bỏ giai cấp, bóc lột, xóa bỏ giàu - nghèo, làm theo năng lực hưởng theo nhu cầu, công hữu trên nền tảng dân chủ, xóa bỏ giáo điều tôn giáo được xem là mị dân, xóa bỏ nhà nước đi đến dân chủ trực tiếp và bình đẳng, xóa bỏ các đường biên giới quốc gia, đưa các dân tộc đến cùng một lợi ích, xóa bỏ bất bình đẳng giữa các dân tộc trên phạm vi thế giới...). Các giáo trình của Việt Nam thường khai thác tư tưởng Hồ Chí Minh theo chiều hướng trên.

## Hoàn cảnh ra đời

#### Việt Nam cuối thế kỷ XIX đầu thế kỷ XX
Vào cuối thế kỷ XIX đầu thế kỷ XX, chính quyền nhà Nguyễn đã thi hành chính sách đối nội, đối ngoại bảo thủ, không mở ra cho Việt Nam cơ hội tiếp xúc và bắt nhịp với sự phát triển của thế giới. Không phát huy được những thế mạnh của truyền thống dân tộc và đất nước, không chống lại được âm mưu xâm lược của thực dân Pháp. Khi thực dân Pháp xâm lược Việt Nam năm 1858 và đến năm 1883, triều đình Huế ký kết Hiệp ước Harmand với đế quốc Pháp, thừa nhận quyền bảo hộ của họ trên khắp An Nam. Từ sau Hiệp ước Patenôtre năm 1884, Việt Nam trở thành một nước thuộc địa nửa phong kiến.
Trong suốt quá trình thực dân Pháp cai trị, từ giữa thế kỷ XIX đến đầu thế kỷ XX, đã có nhiều cuộc khởi nghĩa nổi dậy chống thực dân Pháp. Các cuộc khởi nghĩa vũ trang dưới khẩu hiệu "Cần vương" do các văn thân, sĩ phu lãnh đạo cuối cùng cũng thất bại. Các cuộc khởi nghĩa vũ trang này mang đậm tinh thần yêu nước và đầy dũng khí trước quân thù, nhưng đều dưới sự dẫn dắt của các tư tưởng phong kiến và tư sản và đều thất bại. Cách mạng Việt Nam lâm vào cuộc khủng khoảng sâu sắc về đường lối cứu nước.
Các cuộc khai thác thuộc địa của thực dân Pháp ở Việt Nam đã làm cho xã hội Việt Nam có sự phân hóa giai cấp-xã hội sâu sắc. Tạo tiền đề bên trong cho phong trào đấu tranh giải phóng đân tộc đầu thế kỷ XX. Xã hội Việt Nam tồn tại nhiều mâu thuẫn. Có thể kể ra các mâu thuẫn chính sau:
- Mâu thuẫn giữa dân tộc Việt Nam và thực dân Pháp.
- Mâu thuẫn giữa người dân lao động và quan lại phong kiến.
- Mâu thuẫn giữa giai cấp công nhân Việt Nam và giai cấp tư sản.

Đầu thế kỷ XX, các phong trào vũ trang kháng chiến chống Pháp rầm rộ, lan rộng ra cả nước nhưng đều thất bại (chủ trương cầu viện, dùng vũ trang khôi phục độc lập của Phan Bội Châu; chủ trương "ỷ Pháp cầu tiến bộ" bằng cách chấn dân khí, khai dân trí, hậu dân sinh, trên cơ sở đó mà dần dần tính chuyện giải phóng của Phan Châu Trinh; khởi nghĩa nặng cốt cách phong kiến của Hoàng Hoa Thám; khởi nghĩa theo khuynh hướng cách mạng dân chủ tư sản của Nguyễn Thái Học).
Sự thất bại của phong trào chống thực dân Pháp cuối thế kỷ XIX đầu thế kỷ XX vừa chứng tỏ sự lỗi thời của hệ tư tưởng phong kiến, sự yếu ớt và bất lực của hệ tư tưởng tư sản, vừa từng bước chuẩn bị tiền đề cho một phương hướng mới của sự nghiệp giải phóng dân tộc. Theo Tạp chí Cộng sản, những điều này cho thấy, phong trào cứu nước của nhân dân Việt Nam muốn đi đến thắng lợi, phải đi theo con đường mới, đó là con đường cách mạng vô sản.

#### Thế giới
Thế giới trong giai đoạn cuối thế kỷ XIX đến đầu thế kỷ XX cũng đang có những biến chuyển to lớn:
- Chủ nghĩa tư bản từ giai đoạn cạnh tranh tự do đã chuyển sang giai đoạn độc quyền, xác lập quyền thống trị trên phạm vi toàn thế giới. Chủ nghĩa đế quốc với bản chất của mình đã trở thành kẻ thù chung của tất cả các dân tộc thuộc địa.[15]
- Thực tế lịch sử: trong quá trình xâm lược và thống trị của chủ nghĩa thực dân, tại các nước nhược tiểu ở châu Á, châu Phi và khu vực Mỹ Latinh, sự bóc lột phong kiến trước kia vẫn được duy trì bên cạnh sự bóc lột thuộc địa mang tính tư bản chủ nghĩa. Bên cạnh các giai cấp cơ bản trước kia, đã xuất hiện thêm các giai cấp, tầng lớp xã hội mới, trong đó có công nhân và tư sản.[16]
- Chiến tranh Thế giới I bùng nổ.[15]
- Từ cuộc đấu tranh sôi nổi của công nhân các nước tư bản chủ nghĩa cuối thế kỷ XIX, đầu thế kỉ XX đã dẫn đến một cao trào mới của cách mạng thế giới với đỉnh cao là Cách mạng Tháng Mười Nga thắng lợi (1917). Cuộc cách mạng vĩ đại này đã làm "Thức tỉnh các dân tộc châu Á", Cuộc cách mạng vô sản ở nước Nga thành công đã nêu một tấm gương sáng về sự giải phóng các dân tộc bị áp bức, mở ra trước mắt họ thời đại cách mạng chống đế quốc, thời đại giải phóng dân tộc.[13]
- Quốc tế III được thành lập (1919). Phong trào công nhân trong các nước Tư bản Chủ nghĩa và phong trào giải phóng của các nước thuộc địa càng có quan hệ mật thiết với nhau trong cuộc đấu tranh chống kẻ thù chung của họ là Chủ nghĩa Đế quốc.[15][17]

### Nghiên cứu, giảng dạy và học tập

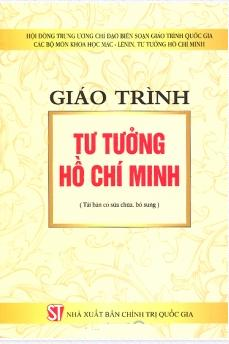
Giáo trình Tư tưởng Hồ Chí Minh do Nhà xuất bản Chính trị Quốc gia xuất bản